# Dirección General de Ordenación de los Servicios de Digitalización y de Comunicación Audiovisual
La Dirección General de Ordenación de los Servicios de Digitalización y de Comunicación Audiovisual es el órgano directivo del Ministerio para la Transformación Digital y de la Función Pública, adscrito a la Secretaría de Estado de Digitalización e Inteligencia Artificial, responsable de la ordenación de los servicios de digitalización y de comunicación audiovisual. 

## Historia
La Dirección General de Ordenación de los Servicios de Digitalización y de Comunicación Audiovisual se creó por Real Decreto 1185/2024, de 28 de noviembre, que reorganizó el área digital del Ministerio de Transformación Digital. En este sentido, la antigua Dirección General de Digitalización e Inteligencia Artificial se dividió en dos nuevos órganos directivos, uno para inteligencia artificial y otro para digitalización. En cuanto a la digitalización, esta se constituyó en un órgano propio, asumiendo las competencias que en materia del sector audiovisual tenía la Secretaría General de Telecomunicaciones.

## Estructura y funciones
La Dirección General se estructura en dos órganos directivos:
- La Subdirección General para la Sociedad Digital, a la que corresponde el control e impulso del libre flujo de datos no personales, su portabilidad, y la elaboración de códigos de conducta armonizados con la Unión Europea y otros foros internacionales, la elaboración de la normativa en materia de servicios digitales y sus prestadores, así como la regulación de las plataformas e intermediarios digitales, y la supervisión, control, inspección y sanción en materia de la sociedad digital.
- La Subdirección General de Ciudadanía, Talento y Emprendimiento Digital, a la que corresponden las funciones de fomento de las iniciativas para la capacitación profesional en el ámbito de las tecnologías de la información y las comunicaciones (TIC), de programas de atracción, desarrollo y retención del talento digital, de la elaboración y desarrollo de planes y proyectos orientados al desarrollo de habilidades digitales, así como de promover la iniciativa emprendedora y el desarrollo de las empresas digitales. En este sentido, también es responsable de impulsar la creación de contenidos digitales y demás iniciativas que promuevan el desarrollo de empresas tecnológicas, así como apoyar a la internacionalización de estas y fomentar que los ciudadanos puedan acceder a los servicios digitales.
- La Subdirección General de Ordenación de los Servicios de Comunicación Audiovisual, a la que le corresponde la ordenación general de los servicios de comunicación audiovisual, protección de la propiedad intelectual (en coordinación con el Ministerio de Cultura), la asistencia a empresas del sector para su internacionalización y el impulso a las políticas públicas de apoyo al sector audiovisual.

## Titulares
- Carla Redondo Galbarriatu (2024-)[2]